# ディー・ジョンソン
ディー・ジョンソン（Dee Johnson）はアメリカ合衆国のテレビプロデューサー、脚本家。『メルローズ・プレイス』、『マダム・プレジデント 星条旗をまとった女神』、『サウスランド』、『グッド・ワイフ』を手掛け、2013年現在『ナッシュビル』が放送中である。

## 経歴
『メルローズ・プレイス』の脚本家の1人。『マダム・プレジデント 星条旗をまとった女神』ではエグゼクティブ・プロデューサーであった。2009年、新しい警察ドラマ『サウスランド』第1シーズンの脚本家およびコンサルティング・プロデューサーとして参加。2010年、法律ドラマ『グッド・ワイフ』のエグゼクティブ・プロデューサーとなり、第1シーズンのエピソード『Home』の脚本を書いた。

## 作品
- グッド・ワイフ The Good Wife
- Army Wives
- マダム・プレジデント 星条旗をまとった女神 Commander in Chief
- ER緊急救命室 ER
- Any Day Now
- メルローズ・プレイス Melrose Place
- Profiler
- I'll Fly Away